# Lachute (Quebec)
Lachute é uma cidade localizada na província de Quebec no Canadá.